# Åtvidabergs Fotbollförening
L'Åtvidabergs Fotbollförening, meglio noto come Åtvidabergs FF o semplicemente Åtvidaberg, è una società calcistica svedese con sede nella città di Åtvidaberg.
Con una popolazione stimata di circa 7 000 persone, la cittadina di Åtvidaberg è la più piccola in Svezia ad aver vinto un titolo nazionale.

## Storia
Fondato il 1º luglio 1907 come Åtvidabergs IF, all'inizio della stagione 1935-1936 modificò il proprio nome in quello attuale.
La squadra ha raggiunto importanti vittorie durante gli anni settanta quando vinse due Allsvenskan (1972 e 1973), dopo aver perso in finale i titoli delle stagioni 1970 e della stagione 1971, anni (1970 e 1971), nei quali invece vinse due Svenska Cupen. In tempi più recenti, ha raggiunto la finale 2005 della Svenska Cupen, persa contro il Djurgårdens IF.

## Stadio
Il Kopparvallen, che ospita le partite interne, ha una capacità di 8.000 spettatori.

## Palmarès

### Competizioni nazionali
- Campionato svedese: 2

1972, 1973
- Coppa di Svezia: 2

1969-1970, 1970-1971
- Superettan: 1

2011
- Division 2: 2

1995, 2001

### Competizioni internazionali
- Coppa Intertoto: 2

1971, 1975

### Altri piazzamenti
- Campionato svedese:

Secondo posto: 1970, 1971
- Coppa di Svezia:

Finalista: 1946, 1972-1973, 1978-1979, 2005
Semifinalista: 1951
- Superettan:

Promozione: 2009